# واحة السلام
واحة السلام (العبرية: נווה שלום)، هي قرية عربية يهودية سكانها من الفلسطينيين واليهود من مواطني إسرائيل، تم تأسيسها عام 1970، من قبل الراهب برونو هوسار وتقع عند منتصف الطريق العامّ بين تل أبيب والقدس، على أراضي تابعة لدير اللطرون.
تم اختيار اسم القرية من آية في سفر أشعيا «وَيَسْكُنُ شَعْبِي فِي مَقَرِّ ٱلسَّلَامِ، وَفِي مَسَاكِنِ ٱلطُّمَأْنِينَةِ، وَفِي أَمَاكِنِ ٱلرَّاحَةِ ٱلْهَادِئَةِ» (الإصحاح 32 الآية 18)، لاحقاً أطلق الاسم العربي: «واحة السلام».

## الفكرة
اختار سكان القرية إقامة تجمع سكاني مشترك للعرب واليهود، ثنائي القومية وثنائي اللغة بهدف خلق حوار وتغيير في نمط العلاقة القائمة بين العرب واليهود في إسرائيل. حيث تؤمن واحة السلام بالمساواة التامة بين العرب واليهود وترفع راية السلام العادل والشامل وتسعى إلى للوصول إلى واقع جديد يقوم على العدل والمساواة ويتيح لكل طرف امكانية التعبيرعن هويته.

## نهج القرية
تعمل ضمن القرية عدة مؤسسات تابعة لها، وتعمل على تطبيق رؤيتها ومنها المؤسسة التربوية، مدرسة السلام، فندق واحة السلام ومركز السكينة وهو مشروع مستوحى من وصية الأخ برونو هوسار، للحوار بين الديانات والتأمل الروحاني.
 تعتمد مؤسسات القرية ماديا على سكانها وعلى تجنيد التبرعات من المؤمنين بالفكرة في إسرائيل وخارجها.
تنتهج القرية مبدأ المناصفة بتعداد سكانها، حيث يعمل السكان في البلدة أو في البلدات المجاورة. حسب معطيات عام 2016، بلغ عدد سكان الواحة 265 شخص، يسكنون عائلات وأفراد، في بيوت ذات ملكية خاصة أو مستأجرة من إدارة القرية.

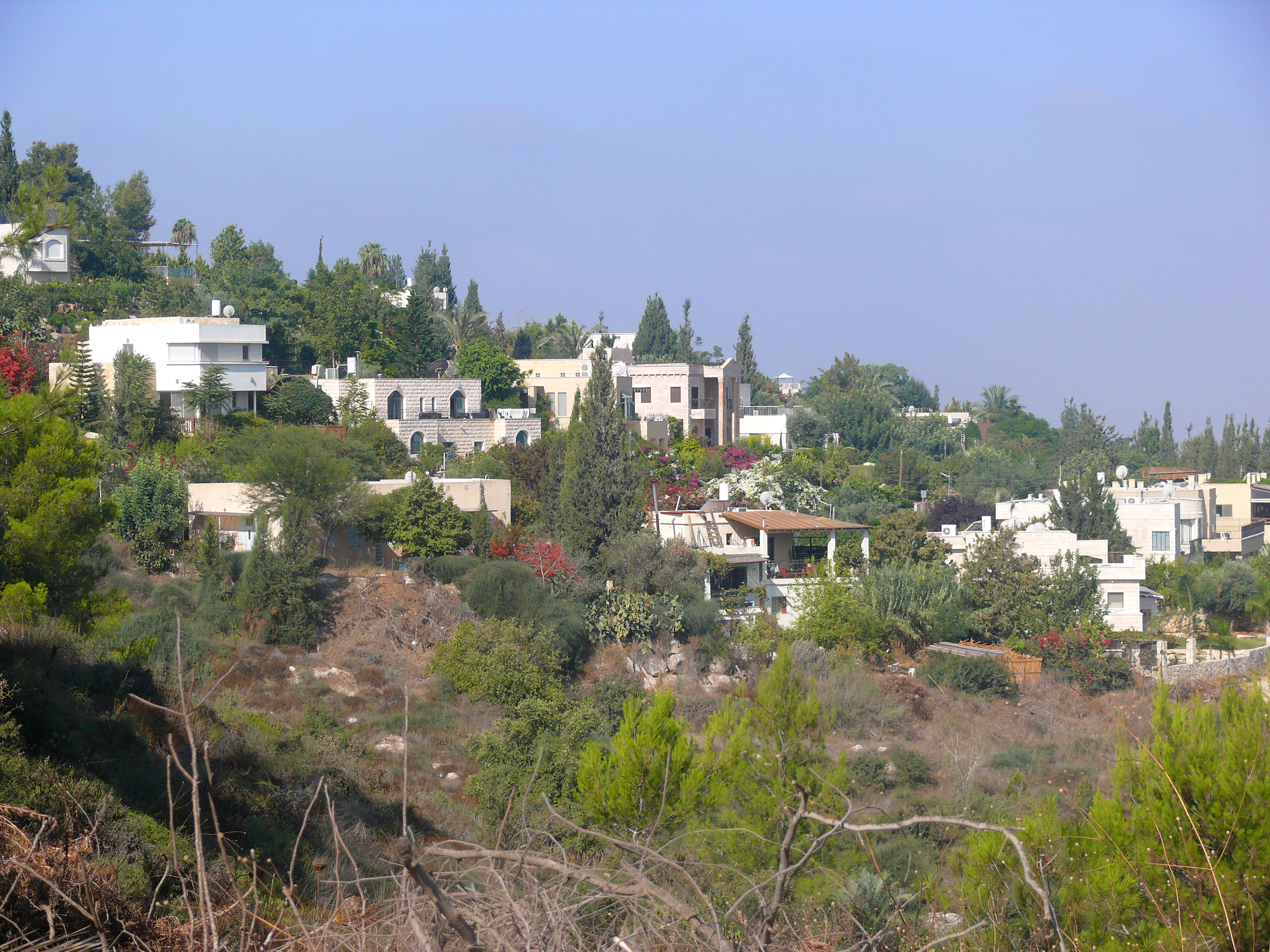
واحة السلام 2013

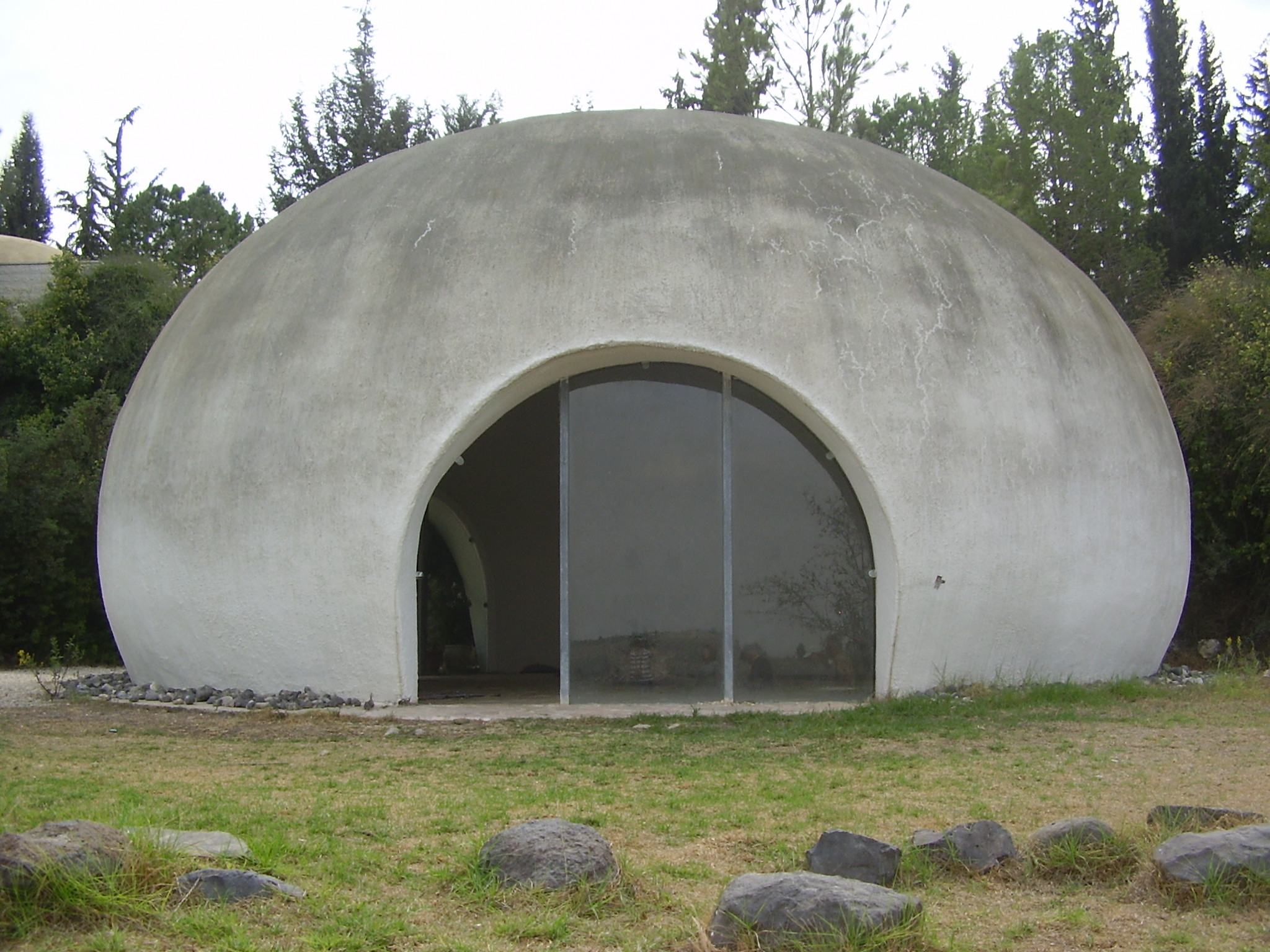
مركز السكينة في واحة السلام